# 朝霞市
朝霞市（あさかし）は、埼玉県の南東部に位置する市。
人口は約14万人。武蔵野台地の中北端にある。1967年（昭和42年）市制施行。

## 地理
地形は大きく荒川低地と武蔵野台地に分けられる。その高低差は約40mである。
市北東部のさいたま市との市境（上内間木）を荒川が、それよりも多少西側を新河岸川が南東に向かって流れる。中央部の黒目川の流れは初めは北向き、やがて弧を描くように東に向きを変える。南東部の広沢の池（市立図書館に程近い）から発する越戸川が、東部の和光市との市境付近を北に向かって流れている。上内間木の一部は荒川左岸に突き出ており、さいたま市と陸続きになっている。その突出部で鴨川が荒川に合流し、合流部のすぐ下流側に武蔵野線の荒川橋梁が架かっている。
- 河川：荒川、新河岸川、黒目川、越戸川、鴨川
- 湖沼：広沢の池
- 湧水：溝沼にある「滝の根公園」をはじめとして、市内に数箇所の湧水地がある。

### 隣接自治体・行政区
- 東京都
  - 練馬区 - 陸上自衛隊朝霞駐屯地内で隣接。大泉学園方面への公道はあるが、途中一部の土地が新座市や和光市に属しており、当市から練馬区への公道での直通は出来ない。
- 埼玉県
  - さいたま市（桜区・南区） - 北東に隣接。当市とは荒川を挟み、当市から直通できる道路はなく（上内間木の一部（荒川左岸）からは桜区、南区共に直通できる）、埼玉県道79号朝霞蕨線等で志木市に入ってから同線の秋ヶ瀬橋を渡って桜区に入るか、国道254号（川越街道、和光富士見バイパス）、埼玉県道109号新座和光線（旧川越街道）等で和光市に入ってから東京外環自動車道又は国道298号の幸魂大橋を渡って戸田市に入り、更に進む等して南区に入る必要がある。鉄道では、JR武蔵野線で桜区に直通できる。
  - 戸田市 - 当市とは荒川を挟んで東に隣接する。道路では、当市からは一旦和光市に入り幸魂大橋を渡る必要があり、上内間木の一部（荒川左岸）からは一旦さいたま市南区堤外に入る必要がある。また、鉄道では武蔵野線で武蔵浦和駅まで行って埼京線に乗り換える必要がある（戸田市内に北戸田駅、戸田駅、戸田公園駅が所在。但し、一部地域は市外の駅が最寄り駅となっており、中には埼京線以外の路線の駅が最寄り駅となっている地域もある）。
  - 志木市 - 北西に隣接する。
  - 新座市 - 西に隣接する。
  - 和光市 - 南東に隣接する。

## 人口
| |                                        |  |
| 朝霞市と全国の年齢別人口分布（2005年） | 朝霞市の年齢・男女別人口分布（2005年） |  |
| ■紫色 ― 朝霞市 ■緑色 ― 日本全国 | ■青色 ― 男性 ■赤色 ― 女性              |  |
| 朝霞市（に相当する地域）の人口の推移 \| 1970年（昭和45年） \| 67,938人 \| \| \| 1975年（昭和50年） \| 81,755人 \| \| \| 1980年（昭和55年） \| 90,088人 \| \| \| 1985年（昭和60年） \| 94,431人 \| \| \| 1990年（平成2年） \| 103,617人 \| \| \| 1995年（平成7年） \| 110,789人 \| \| \| 2000年（平成12年） \| 119,712人 \| \| \| 2005年（平成17年） \| 124,393人 \| \| \| 2010年（平成22年） \| 129,654人 \| \| \| 2015年（平成27年） \| 136,299人 \| \| \| 2020年（令和2年） \| 141,083人 \| \| |                                        |  |
| 総務省統計局 国勢調査より |                                        |  |
| 1970年（昭和45年） | 67,938人                               |  |
| 1975年（昭和50年） | 81,755人                               |  |
| 1980年（昭和55年） | 90,088人                               |  |
| 1985年（昭和60年） | 94,431人                               |  |
| 1990年（平成2年） | 103,617人                              |  |
| 1995年（平成7年） | 110,789人                              |  |
| 2000年（平成12年） | 119,712人                              |  |
| 2005年（平成17年） | 124,393人                              |  |
| 2010年（平成22年） | 129,654人                              |  |
| 2015年（平成27年） | 136,299人                              |  |
| 2020年（令和2年） | 141,083人                              |  |

東京のベッドタウンとして人口は増加傾向である。朝霞地区においては新座市に次いで多い人口を有する。

## 地名の由来

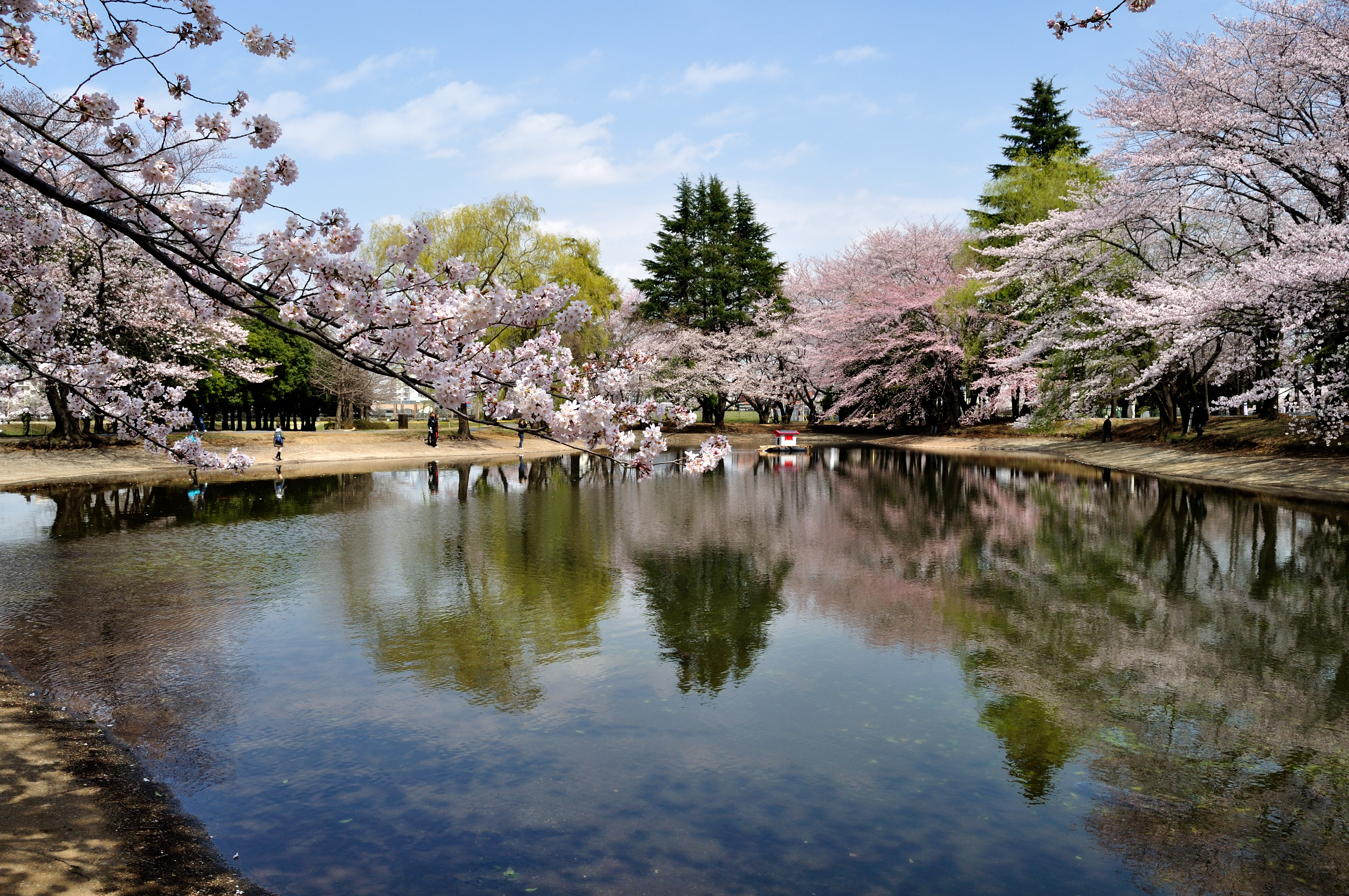
東京ゴルフ倶楽部の痕跡の池「びわ湖」（自衛隊朝霞駐屯地構内）

当市中心部はかつて、膝折宿という川越街道の宿場町であった。地名の由来は、ある武士の馬がこの付近で足を骨折したためといわれている。この地名は1889年（明治22年）の町村制施行時に膝折村（ひざおりむら）として引き継がれた。
1932年（昭和7年）、東京府荏原郡駒沢町（現在の東京都世田谷区・駒沢オリンピック公園）にあった東京ゴルフ倶楽部が当地に移転 して来た。
また、同時期に膝折村に町制が施行された。その際、倶楽部の名誉総裁で、当時の皇族であった朝香宮鳩彦王にちなんで、町制施行と同時に倶楽部の許可のもとに「朝霞町」と改名された。この時、朝香という宮号をそのまま使用するのは畏れ多いということで、一字変えて朝霞となった。
改名理由は「膝折」という名前自体に縁起が悪いという印象があったため。東武東上線の朝霞駅も元は膝折という駅名だったが1932年の町制施行時に改称した。

## 歴史
膝折宿という名称は、1478年（文明10年）に太田道灌が膝折宿に着陣した所として、「太田道灌書状写」松平文庫所蔵文書に記述がある。
- 膝折宿が川越街道の第4の宿場とされ、栄える。
- 江戸時代頃から、伸銅工業が盛んになる。
- 1889年4月1日 - 町村制施行に伴い、新座郡膝折村・岡村・台村・根岸村・溝沼村の区域を以て膝折村が成立する。
- 1896年3月29日 - 新座郡が北足立郡に編入され、同郡の所属となる。
- 1932年5月1日 - 町制施行と同時に改称し、朝霞町となる。
- 1955年4月1日 - 北足立郡内間木村と新設合併し、改めて朝霞町が発足。
- 1967年3月15日 - 市制施行により、朝霞市となる。
- 1988年3月17日 - 防災行政無線運用開始。

### 合併構想
2001年4月に朝霞市・志木市・和光市・新座市の4市で法定合併協議会を設置し、新市役所を朝霞市に置くこと、2005年3月までに合併することなどを決定していたが、4市の住民投票で和光市が反対多数（他3市は賛成多数）となり協議会は解散した。再度2003年に和光市を除く3市で任意協議会を発足させたが、合併特例法期限内の日程に間に合わないことから協議会は解散した。4市の合併では人口約45万人で中核市を目指すとしていたが、さらに広域合併構想として、同じ地域圏（南西部地域）の富士見市、ふじみ野市、三芳町や、市域の一部が元埼玉県である東京都清瀬市を合併して約80万人の政令指定都市を目指す構想もある。なお、合併を見越して1998年に4市の消防本部が統合され埼玉県南西部消防本部が誕生している。

## 町名
朝霞市では、一部の区域で住居表示に関する法律に基づく住居表示が実施されている。
| 町名           | 町名の読み     | 町区域設定年月日 | 住居表示実施年月日 | 町区域設定前の町名等 | 住居表示実施前の町名等 |
| -------------- | -------------- | ---------------- | ------------------ | -------------------- | ---------------------- |
| 青葉台一丁目   | あおばだい     | 2004年11月7日    | 2004年11月7日      |                      |                        |
| 朝志ヶ丘一丁目 | あさしがおか   | 1983年8月1日     | 1983年8月1日       |                      |                        |
| 朝志ヶ丘二丁目 | あさしがおか   | 1983年8月1日     | 1983年8月1日       |                      |                        |
| 朝志ヶ丘三丁目 | あさしがおか   | 1983年8月1日     | 1983年8月1日       |                      |                        |
| 朝志ヶ丘四丁目 | あさしがおか   | 1983年8月1日     | 1983年8月1日       |                      |                        |
| 岡             | おか           | 年月日           | 未実施             |                      |                        |
| 岡一丁目       | おか           | 1979年5月5日     | 1979年5月5日       |                      |                        |
| 岡二丁目       | おか           | 1979年5月5日     | 1979年5月5日       |                      |                        |
| 岡三丁目       | おか           | 1979年5月5日     | 1979年5月5日       |                      |                        |
| 上内間木       | かみうちまぎ   | 1955年4月1日     | 未実施             |                      |                        |
| 下内間木       | しもうちまぎ   | 1955年4月1日     | 未実施             |                      |                        |
| 北原一丁目     | きたはら       | 1974年8月14日    | 1997年11月4日      |                      |                        |
| 北原二丁目     | きたはら       | 1974年8月14日    | 1997年11月4日      |                      |                        |
| 幸町一丁目     | さいわいちょう | 1970年5月1日     | 1970年5月1日       |                      |                        |
| 幸町二丁目     | さいわいちょう | 1970年5月1日     | 1970年5月1日       |                      |                        |
| 幸町三丁目     | さいわいちょう | 1970年5月1日     | 1970年5月1日       |                      |                        |
| 栄町一丁目     | さかえちょう   | 1970年5月1日     | 1970年5月1日       |                      |                        |
| 栄町二丁目     | さかえちょう   | 1970年5月1日     | 1970年5月1日       |                      |                        |
| 栄町三丁目     | さかえちょう   | 1970年5月1日     | 1970年5月1日       |                      |                        |
| 栄町四丁目     | さかえちょう   | 1970年5月1日     | 1970年5月1日       |                      |                        |
| 栄町五丁目     | さかえちょう   | 1970年5月1日     | 1970年5月1日       |                      |                        |
| 泉水一丁目     | せんずい       | 1981年8月1日     | 1981年8月1日       |                      |                        |
| 泉水二丁目     | せんずい       | 1981年8月1日     | 1981年8月1日       |                      |                        |
| 泉水三丁目     | せんずい       | 1981年8月1日     | 1981年8月1日       |                      |                        |
| 田島           | たじま         | 年月日           | 未実施             |                      |                        |
| 田島一丁目     | たじま         | 1983年8月1日     | 1983年8月1日       |                      |                        |
| 田島二丁目     | たじま         | 1983年8月1日     | 1983年8月1日       |                      |                        |
| 台             | だい           | 1889年4月1日     | 未実施             |                      |                        |
| 仲町一丁目     | なかちょう     | 1970年5月1日     | 1970年5月1日       |                      |                        |
| 仲町二丁目     | なかちょう     | 1970年5月1日     | 1970年5月1日       |                      |                        |
| 西原一丁目     | にしはら       | 1974年8月14日    | 1997年11月4日      |                      |                        |
| 西原二丁目     | にしはら       | 1974年8月14日    | 1997年11月4日      |                      |                        |
| 西弁財一丁目   | にしべんざい   | 1974年8月14日    | 1997年11月4日      |                      |                        |
| 西弁財二丁目   | にしべんざい   | 1974年8月14日    | 1997年11月4日      |                      |                        |
| 根岸           | ねぎし         | 1889年4月1日     | 未実施             |                      |                        |
| 根岸台一丁目   | ねぎしだい     | 1979年5月5日     | 1979年5月5日       |                      |                        |
| 根岸台二丁目   | ねぎしだい     | 1979年5月5日     | 1979年5月5日       |                      |                        |
| 根岸台三丁目   | ねぎしだい     | 1979年5月5日     | 1979年5月5日       |                      |                        |
| 根岸台四丁目   | ねぎしだい     | 1979年5月5日     | 1979年5月5日       |                      |                        |
| 根岸台五丁目   | ねぎしだい     | 1979年5月5日     | 1979年5月5日       |                      |                        |
| 根岸台六丁目   | ねぎしだい     | 1979年5月5日     | 1979年5月5日       |                      |                        |
| 根岸台七丁目   | ねぎしだい     | 1979年5月5日     | 1979年5月5日       |                      |                        |
| 根岸台八丁目   | ねぎしだい     | 1979年5月5日     | 1979年5月5日       |                      |                        |
| 浜崎           | はまさき       | 年月日           | 未実施             |                      |                        |
| 浜崎一丁目     | はまさき       | 1974年8月14日    | 1997年11月4日      |                      |                        |
| 浜崎二丁目     | はまさき       | 1974年8月14日    | 1997年11月4日      |                      |                        |
| 浜崎三丁目     | はまさき       | 1974年8月14日    | 1997年11月4日      |                      |                        |
| 浜崎四丁目     | はまさき       | 1997年11月4日    | 1997年11月4日      |                      |                        |
| 東弁財一丁目   | ひがしべんざい | 1974年8月14日    | 1997年11月4日      |                      |                        |
| 東弁財二丁目   | ひがしべんざい | 1974年8月14日    | 1997年11月4日      |                      |                        |
| 東弁財三丁目   | ひがしべんざい | 1974年8月14日    | 1997年11月4日      |                      |                        |
| 膝折           | ひざおり       | 年月日           | 未実施             |                      |                        |
| 膝折町一丁目   | ひざおりちょう | 1970年5月1日     | 1970年5月1日       |                      |                        |
| 膝折町二丁目   | ひざおりちょう | 1970年5月1日     | 1970年5月1日       |                      |                        |
| 膝折町三丁目   | ひざおりちょう | 1970年5月1日     | 1970年5月1日       |                      |                        |
| 膝折町四丁目   | ひざおりちょう | 1970年5月1日     | 1970年5月1日       |                      |                        |
| 膝折町五丁目   | ひざおりちょう | 1977年5月5日     | 1977年5月5日       |                      |                        |
| 本町一丁目     | ほんちょう     | 1970年5月1日     | 1970年5月1日       |                      |                        |
| 本町二丁目     | ほんちょう     | 1970年5月1日     | 1970年5月1日       |                      |                        |
| 本町三丁目     | ほんちょう     | 1970年5月1日     | 1970年5月1日       |                      |                        |
| 溝沼           | みぞぬま       | 年月日           | 未実施             |                      |                        |
| 溝沼一丁目     | みぞぬま       | 1977年5月5日     | 1977年5月5日       |                      |                        |
| 溝沼二丁目     | みぞぬま       | 1977年5月5日     | 1977年5月5日       |                      |                        |
| 溝沼三丁目     | みぞぬま       | 1977年5月5日     | 1977年5月5日       |                      |                        |
| 溝沼四丁目     | みぞぬま       | 1977年5月5日     | 1977年5月5日       |                      |                        |
| 溝沼五丁目     | みぞぬま       | 1977年5月5日     | 1977年5月5日       |                      |                        |
| 溝沼六丁目     | みぞぬま       | 1977年5月5日     | 1977年5月5日       |                      |                        |
| 溝沼七丁目     | みぞぬま       | 1977年5月5日     | 1977年5月5日       |                      |                        |
| 三原一丁目     | みはら         | 1981年8月1日     | 1981年8月1日       |                      |                        |
| 三原二丁目     | みはら         | 1981年8月1日     | 1981年8月1日       |                      |                        |
| 三原三丁目     | みはら         | 1981年8月1日     | 1981年8月1日       |                      |                        |
| 三原四丁目     | みはら         | 1981年8月1日     | 1981年8月1日       |                      |                        |
| 三原五丁目     | みはら         | 1981年8月1日     | 1981年8月1日       |                      |                        |
| 宮戸           | みやど         | 年月日           | 未実施             |                      |                        |
| 宮戸一丁目     | みやど         | 1983年8月1日     | 1983年8月1日       |                      |                        |
| 宮戸二丁目     | みやど         | 1983年8月1日     | 1983年8月1日       |                      |                        |
| 宮戸三丁目     | みやど         | 1983年8月1日     | 1983年8月1日       |                      |                        |
| 宮戸四丁目     | みやど         | 1983年8月1日     | 1983年8月1日       |                      |                        |

## 行政

### 歴代市長
- 渡辺源蔵（1967年（昭和42年）3月15日 - 1989年（平成元年）3月16日） 6期22年
- 岡野義一（1989年（平成元年）3月17日 - 1993年（平成5年）3月16日） 1期4年
- 塩味達次郎（1993年（平成5年）3月17日 - 2005年（平成17年）3月16日） 3期12年
- 富岡勝則（2005年（平成17年）3月17日 - 2025年（令和7年）3月16日） 5期20年
- 松下昌代（2025年（令和7年）3月17日 - 現職） 1期

### 財政
地方交付税不交付団体を維持していたが、2010年度 を最後に財政力指数が悪化し、交付団体へ転落した。検討されていた新庁舎の建設は見送られた。
2024年（令和6年）度に再び交付団体から不交付団体になった。

### 行政機関等

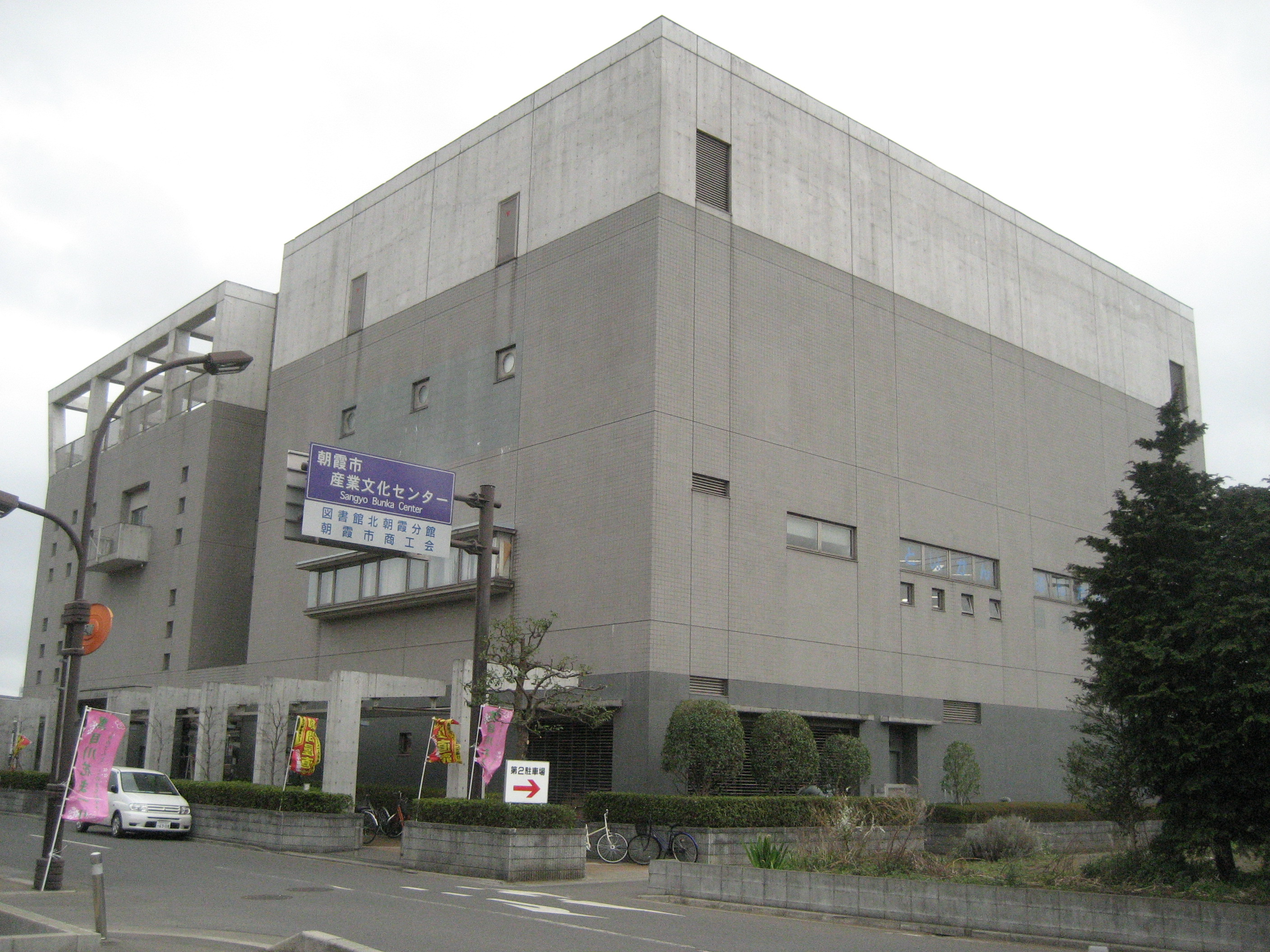
産業文化センター

#### 市の機関
- 朝霞市役所
  - 朝霞駅前出張所
  - 朝霞台出張所
  - 内間木支所
  - 水道庁舎・泉水浄水場
  - ゆめぱれす（市民会館）

#### 警察
- 朝霞警察署
  - 朝霞駅前交番
  - 北朝霞駅前交番
  - 花の木交番
- 埼玉県警察本部警備部機動隊

#### 消防
- 埼玉県南西部消防本部朝霞消防署
  - 浜崎分署
- 朝霞市消防団

#### 国の機関
- 朝霞税務署
- 国税庁事務管理センター
- 朝霞公共職業安定所（ハローワーク朝霞）
- 陸上自衛隊朝霞駐屯地
  - 陸上自衛隊広報センター

#### 県の機関
- 朝霞地方庁舎
  - 南西部地域振興センター
  - 朝霞県税事務所
- 朝霞保健所
- 朝霞県土整備事務所

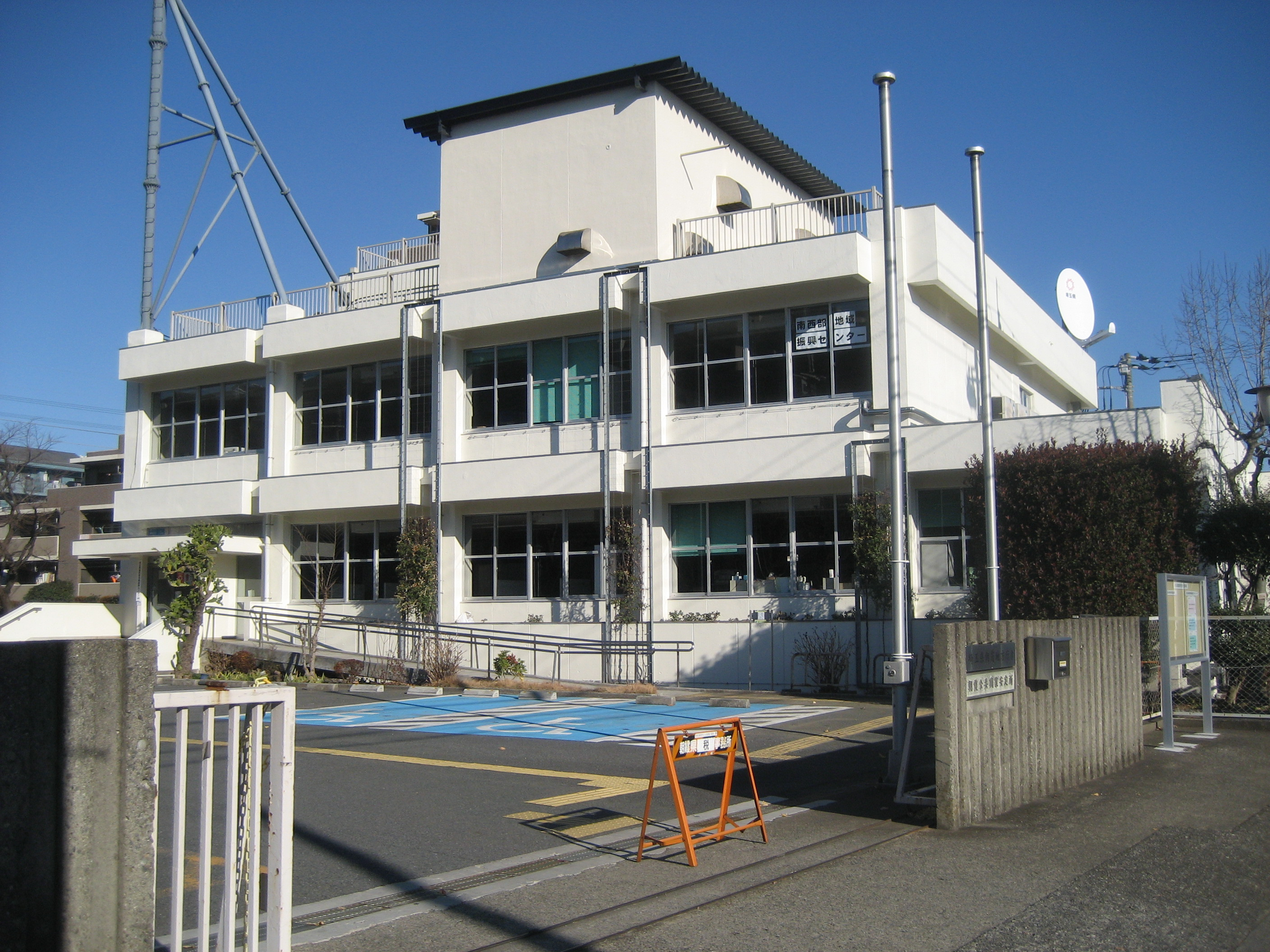
南西部地域振興センター・朝霞県税事務所が所在する埼玉県朝霞地方庁舎
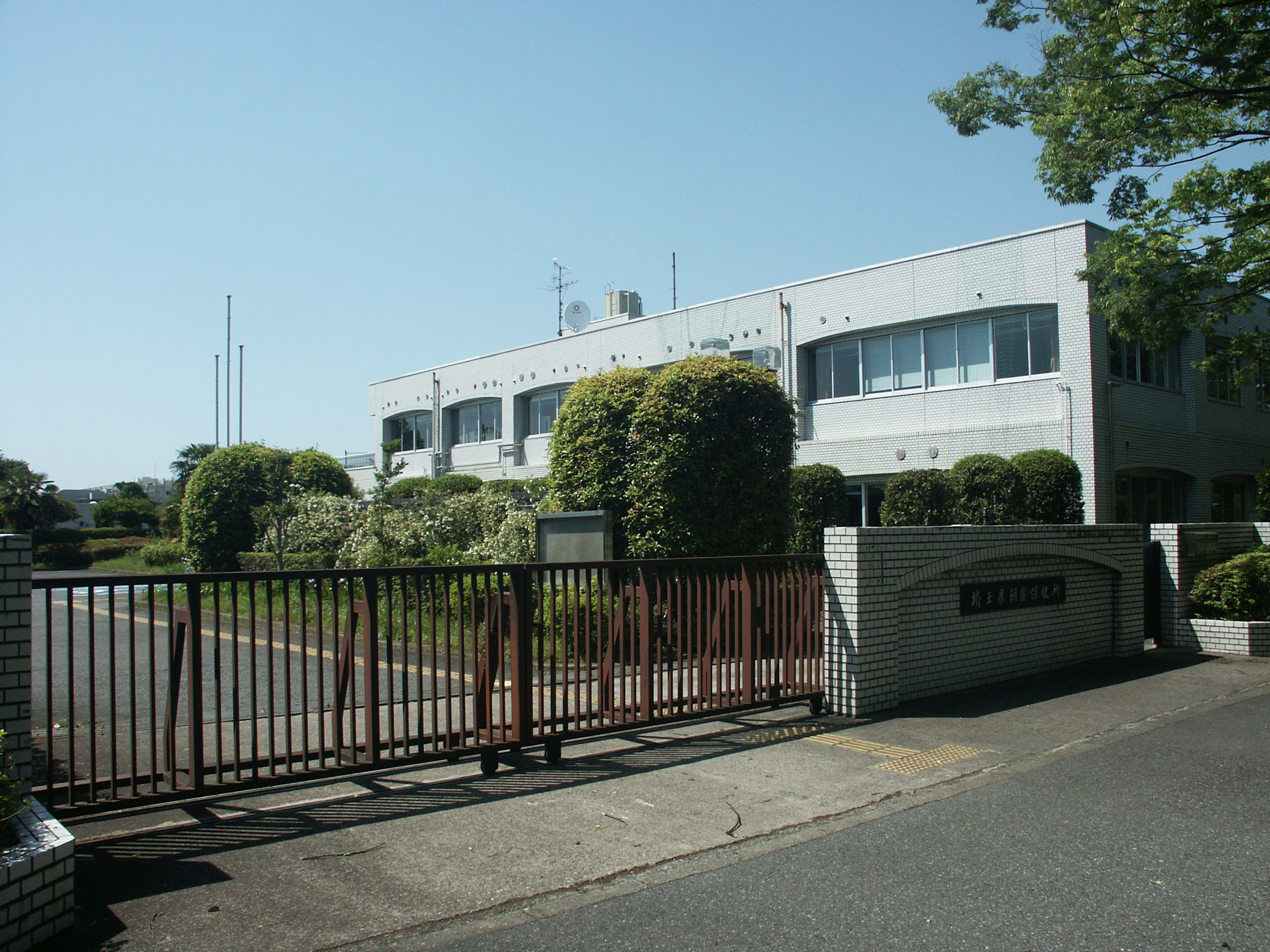
朝霞保健所庁舎
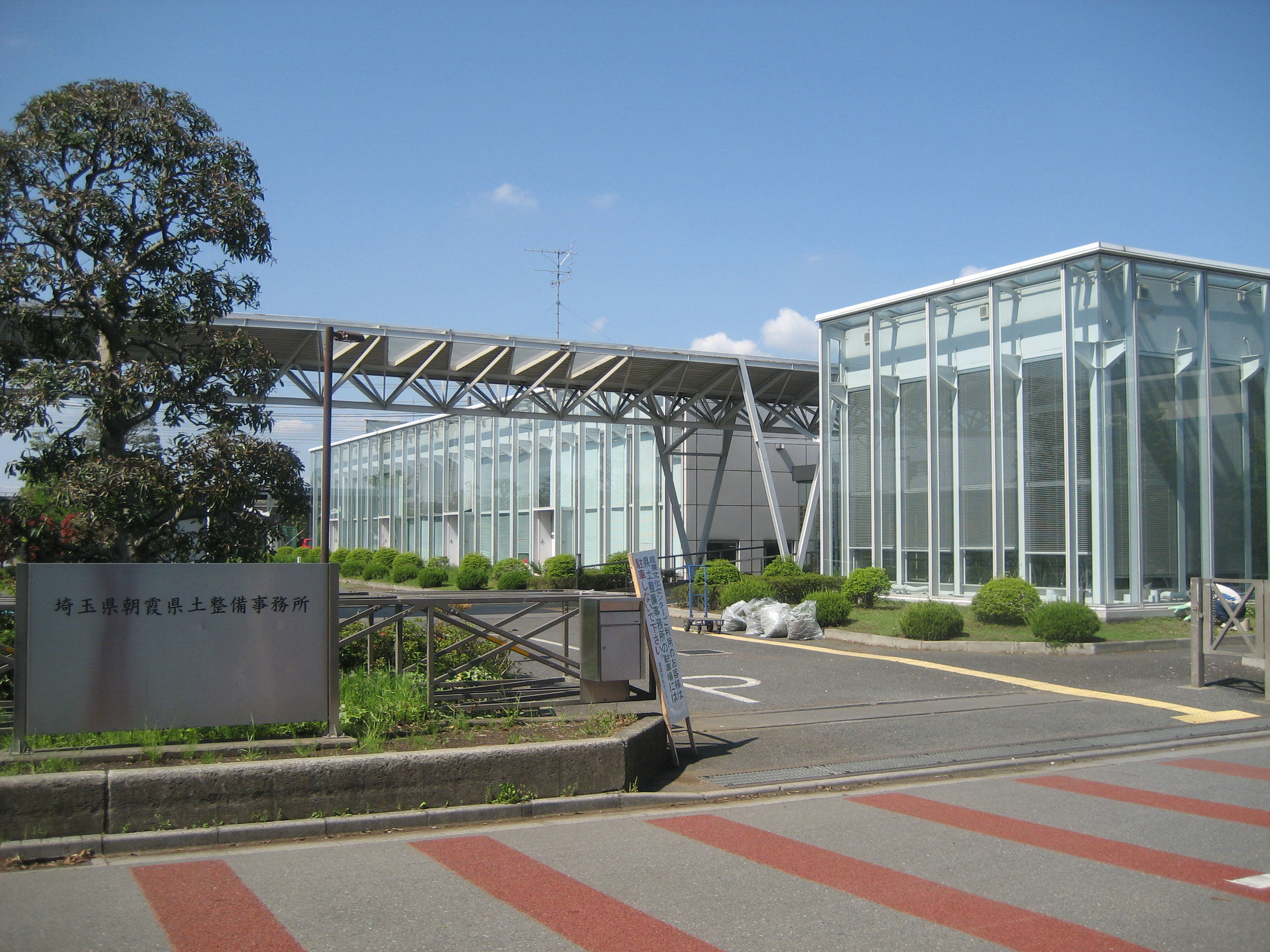
朝霞県土整備事務所庁舎

#### その他の機関
- 東京都水道局朝霞浄水場
- 独立行政法人労働政策研究・研修機構 労働大学校

### 広域行政
- 朝霞地区一部事務組合 - 朝霞市、志木市、和光市及び新座市の4市が設立している一部事務組合。埼玉県南西部消防本部、し尿処理、障害者支援施設（すわ緑風園）の運営を行っている。
- 埼玉県都市ボートレース企業団 -加須市、本庄市、東松山市、狭山市、春日部市、羽生市、鴻巣市、深谷市、上尾市、草加市、入間市、飯能市、さいたま市、越谷市とともに戸田競艇の開催などの事務を行っている。
- 朝霞和光資源循環組合 - 和光市及び朝霞市の2市が設立している一部事務組合。（令和2年10月1日設立）ごみ処理施設の設置と設置後の管理運営を計画している。

### その他
- パブリックコメント制度（意見公募手続）：朝霞市では、市の基本的な計画等の策定をする際に、市民に対して広く意見を募集するためのパブリックコメント制度がある。

## 議会

### 衆議院
- 選挙区：埼玉4区（朝霞市、志木市、和光市、新座市）
- 任期：2021年10月31日 - 2025年10月30日
- 投票日：2021年10月31日
- 当日有権者数：386,796人
- 投票率：54.49％

| 当落 | 候補者名   | 年齢 | 所属党派   | 新旧別 | 得票数    | 重複 |
| ---- | ---------- | ---- | ---------- | ------ | --------- | ---- |
| 当   | 穂坂泰     | 47   | 自由民主党 | 前     | 107,135票 | ○    |
|      | 浅野克彦   | 47   | 国民民主党 | 新     | 47,863票  | ○    |
|      | 工藤薫     | 71   | 日本共産党 | 新     | 34,897票  |      |
|      | 遠藤宣彦   | 58   | 無所属     | 元     | 11,733票  |      |
|      | 小笠原洋輝 | 37   | 無所属     | 新     | 3,358票   |      |

## 経済
朝霞駅周辺と川越街道沿いに商業施設があるほか、自動車関連や化学工業など、多くの工場や研究所などがある。また、物流拠点として倉庫業や、都心に近い地の利を活かしたコンビニ弁当などの食品製造業も多い。
根岸台3丁目にあった積水化学工業東京工場は2015年に閉鎖。1953年に関東初の生産拠点として開設され、塩化ビニル製の管・継手・雨といほか、住宅・上下水道向け製品を62年間生産していた。跡地は2018年から同社によりセキスイハイム「あさかリードタウン」として大規模宅地開発が進められ、分譲戸建て街区は2019年10月にまちびらきを行った。分譲マンションは2021年2月竣工予定。ホームセンター(カインズ)、食品スーパー(イトーヨーカドー)、その他テナントからなる複合商業施設は2020年冬に開業。
当市に事業所を置く主な企業
- 本田技術研究所二輪開発センター - 本田技研工業の研究開発部門。ロードレース世界選手権に参戦中のホンダ・レーシング (HRC) もここに拠点を置く。
- 本田技術研究所汎用開発センター - 本田技研工業の研究開発部門。
- テイ・エス テック - ホンダグループの大手自動車部品メーカー。自動車用シート・内装部品の製造。
- 大槇精機 - レース用部品・四輪駆動・二輪駆動車部品試作開発メーカー・機械加工全般。
- M-TEC (エムテック) - レース用エンジンの製造、旧「無限」。
- 武蔵野 - セブン-イレブンの弁当製造、全国展開。
- クサカベ - 絵具メーカー。
- 宮澤フルート製造 - フルート製造。1971年に本社工場を朝霞市に移転、2013年に長野県飯島町に移転。
- 丸沼倉庫 - 貸倉庫業。創業者が私財を投じて芸術工房「丸沼芸術の森」を設立、アンドリュー・ワイエスコレクションなど美術作品を所蔵。

## 地域

### 医療・保健
- TMGあさか医療センター
- 朝霞厚生病院
- 朝霞保健所 - 管轄は朝霞市、志木市、和光市、新座市、富士見市、ふじみ野市、入間郡三芳町[9]

### 教育
小学校
- 朝霞市立朝霞第一小学校
- 朝霞市立朝霞第二小学校
- 朝霞市立朝霞第三小学校
- 朝霞市立朝霞第四小学校
- 朝霞市立朝霞第五小学校
- 朝霞市立朝霞第六小学校
- 朝霞市立朝霞第七小学校
- 朝霞市立朝霞第八小学校
- 朝霞市立朝霞第九小学校
- 朝霞市立朝霞第十小学校

中学校
- 朝霞市立朝霞第一中学校
- 朝霞市立朝霞第二中学校
- 朝霞市立朝霞第三中学校
- 朝霞市立朝霞第四中学校
- 朝霞市立朝霞第五中学校

高等学校
- 埼玉県立朝霞高等学校
- 埼玉県立朝霞西高等学校

各種学校
- 朝霞地区医師会立朝霞准看護学校

大学
- 東洋大学朝霞キャンパス - ライフデザイン学部
- 武蔵大学朝霞グラウンド・朝霞プラザ

### 郵政
郵便番号は、市内全域が「351-00xx」である。
- 朝霞郵便局（風景印あり）〒351-8799 - ゆうちょ銀行朝霞店を併設。
  - 朝霞宮戸郵便局（風景印あり）〒351-0031
  - 朝霞溝沼郵便局（風景印あり）〒351-0023
  - 朝霞根岸郵便局（風景印あり）〒351-0005
  - 朝霞三原郵便局（風景印あり）〒351-0025
  - 膝折郵便局（風景印あり）〒351-0014 （2024年10月26日より一時閉鎖）
  - 朝霞本町郵便局（風景印あり）〒351-0011

## 交通

### 鉄道
東日本旅客鉄道（JR東日本）
 武蔵野線
- - 北朝霞駅 -

東武鉄道
 東上本線
- - 朝霞駅 - 朝霞台駅 -

### バス

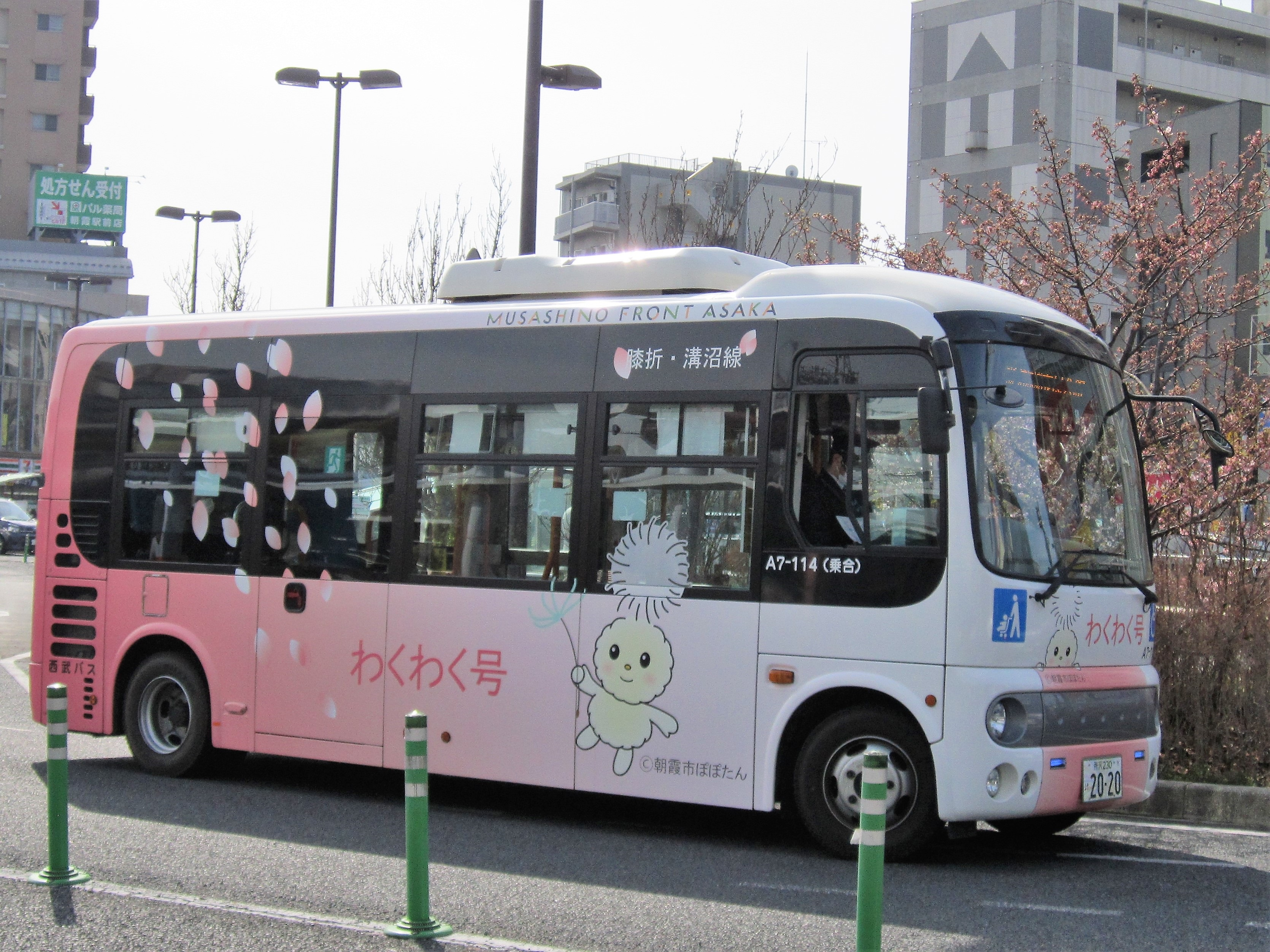
朝霞市内循環バス「わくわく号」の車両（西武バス）

- 東武バスウエスト
- 西武バス
- 国際興業バス

#### コミュニティバス
- 朝霞市内循環バス「わくわく号」

### タクシー
タクシーの営業区域は県南西部交通圏で、川越市・所沢市・東松山市・飯能市・和光市などと同じエリアとなっている。

### 道路
一般国道
- 国道254号
  - 川越街道
  - 和光富士見バイパス

県道
- 主要地方道
  - 埼玉県道36号保谷志木線（三原通り）
  - 埼玉県道79号朝霞蕨線（ひざおり通り、市役所通り、朝霞秋ヶ瀬通り）
- 一般県道
  - 埼玉県道108号東京朝霞線（南大通り、公園通りの一部）
  - 埼玉県道109号新座和光線（旧川越街道）
  - 埼玉県道112号和光志木線（中央通り）
  - 埼玉県道266号ふじみ野朝霞線（浜崎通り）

その他主要道路
- 宮戸橋通り（水道道路）
- 公園通り
- 城山通り
- 二本松通り

## 観光など

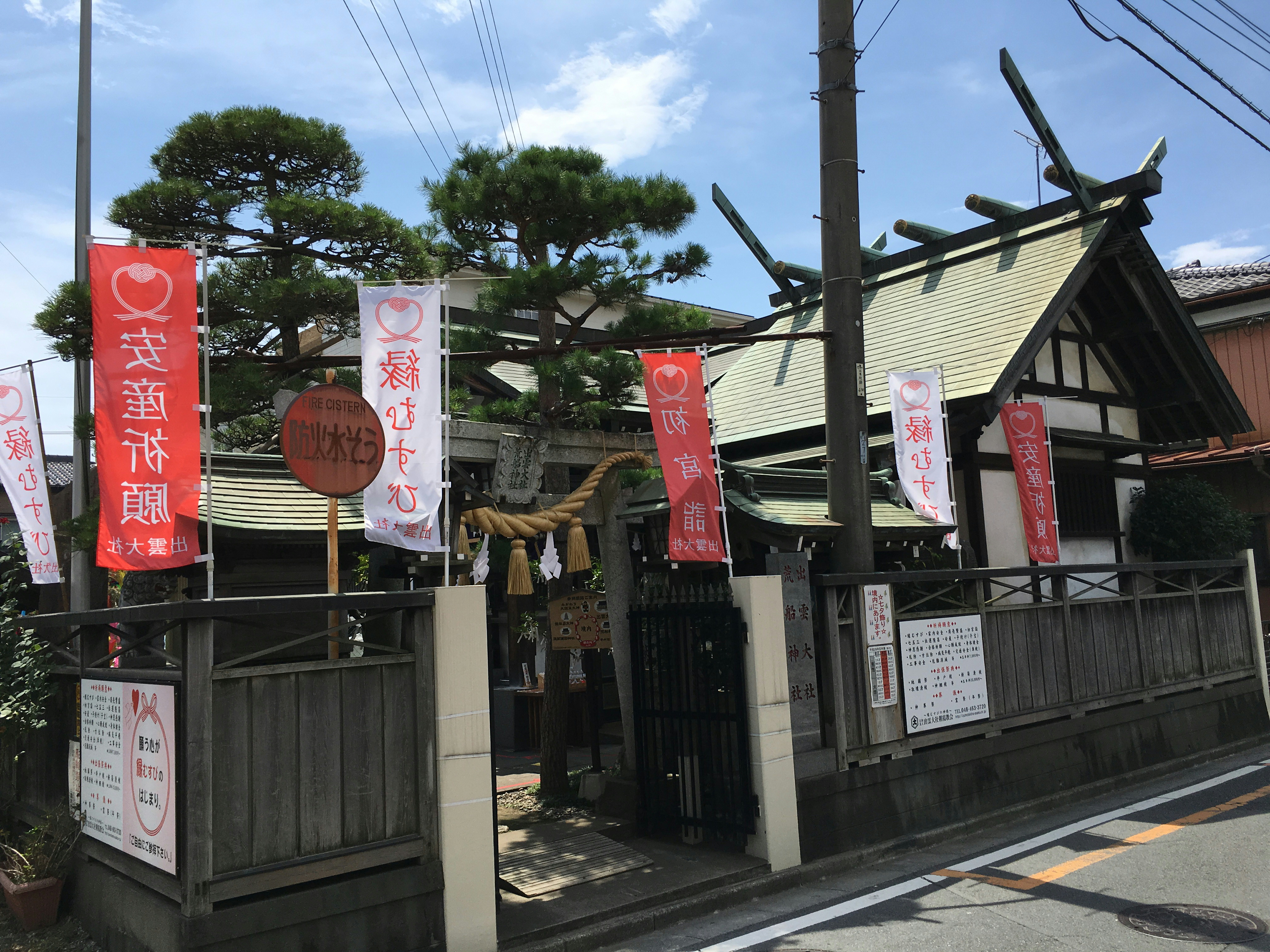
出雲大社埼玉分院

名所・旧跡
- 旧高橋家住宅

江戸時代中期、18世紀前半の建築と推定される木造平屋建・茅葺の農家建築で、2001年11月14日付けで国指定重要文化財に指定された。理由は木造平屋建と茅葺の保存状態が良いことと、地形がしっかりと残されていたこと。
- 黒目川沿い

朝霞市の桜の名所であり、毎年3月下旬に「黒目川花まつり」が開催されている。
- 柊塚古墳歴史広場

宮台遺跡に含まれる古墳で、新河岸川を臨む標高21mを測る台地縁辺部に立地している。県南部で唯一、墳丘が現存する前方後円墳であり、平成14年3月22日に埼玉県指定史跡として指定を受けた。
観光スポット
- 出雲大社埼玉分院
- 朝霞の森
- 朝霞市博物館
- 健康増進センター「わくわくどーむ」
- 本田美奈子ミュージアム
- 陸上自衛隊広報センター「りっくんランド」

主な寺院
- 一乗院
- 光善寺
- 金剛寺
- 西福寺
- 三光院
- 泉蔵寺
- 台雲寺
- 東圓寺
- 冨善寺
- 本仙寺
- あさか大師 香林寺

主な神社
- 宮戸神社
- 内間木神社
- 溝沼氷川神社
- 岡氷川神社
- 子の神氷川神社
- 下内間木氷川神社
- 浜崎氷川神社
- 神明神社

## 文化・名物

### 祭事・催事
- 彩夏祭

正式は朝霞市民まつり「彩夏祭」で8月5日（金）・6日（土）・7日（日）に開催。1984年(昭和59年)から続くお祭り。毎年約70万人が来場する。目玉の「関八州よさこいフェスタ」は、本州で最も古いよさこいの祭典として、多くのチームが参加する。

### 名産・特産
- ニンジン

## 米軍跡地
市内には第二次世界大戦の敗戦まで二つの日本陸軍関連施設があった。現在の市役所の南にあった陸軍被服廠と、川越街道の南側を占めていた陸軍予科士官学校（上記「東京ゴルフ倶楽部」跡）である。これらはそれぞれ敗戦後にアメリカ軍に接収され、1972年（昭和47年）まで米軍施設キャンプ・ドレイク（キャンプ・ノース及びキャンプ・サウス）として使用されていた。
現在では一部の用地が1960年（昭和35年）設置の陸上自衛隊朝霞駐屯地として使用され、キャンプ・ノース跡地には朝霞市立図書館、埼玉県立朝霞西高等学校、朝霞市立朝霞第一中学校、朝霞市営球場、朝霞中央公園陸上競技場、青葉台公園が建設された。樹林の茂る未利用地は今後緑地として整備されるため、暫定的に朝霞の森が開設されている。

## 出身人物
- 荒井匡（NHKディレクター）
- 大橋広好（植物学者）
- 小沢典子（元山陽放送アナウンサー）
- 甲斐完司（ギタリスト）
- 加藤大志（元サッカー選手、横浜FC）
- 鎌田ジョージ（ギタリスト）
- 義観（天台宗の僧）
- 工藤あかり（元子役）
- 塩野潤二（ナレーター）
- 新内眞衣（ファッションモデル、ラジオパーソナリティー、タレント、元乃木坂46）
- SIN2O（悟神メンバー）
- 入船亭扇七（落語家）
- 関口由香里（元福島テレビアナウンサー）
- 関谷俊博（児童文学作家）
- 瀬戸麻沙美（声優、ナレーター）
- 大栄翔勇人（大相撲力士）
- 髙島祥平（元中日ドラゴンズ投手）
- 高橋峻希（サッカー選手、V・ファーレン長崎）
- 高橋理子 (ファッションデザイナー)
- 田中みな実（フリーアナウンサー、元TBSアナウンサー）- アメリカ合衆国ニューヨーク州ニューヨーク市生まれ
- 田村啓美（青森放送アナウンサー）
- 栃不動周二（元大相撲力士）
- 頓所隼（プロレスラー）
- 中里篤史（元読売ジャイアンツ投手）
- 中村晃（福岡ソフトバンクホークス外野手）
- 並木傑（政治家）
- 古谷恵菜（元女子プロ野球選手）
- 星川あかり（元女子プロ野球選手）
- 谷田悠介（元サッカー選手、カターレ富山）
- 松島皓（ギタリスト、never young beach元メンバー）
- 巳碧（プロマジシャン）
- 本橋菜子（女子プロバスケットボール選手）
- 夕陽（プロレスラー）
- サラマンダーゆみみ（お笑い芸人、マリア）
- RIKU（THE RAMPAGE from EXILE TRIBE）
- 和田あい（元CBCアナウンサー）
- 金子正男（メディアプロデューサー）

## ゆかりの人物
- 朝倉かすみ（小説家）
- 上本孝一（元プロ野球選手）
- 岡田史乃（俳人）
- 岡田智彦（小説家）
- 尾崎豊（歌手）
- 小林よしひさ（おかあさんといっしょ第11代たいそうのおにいさん）
- 沢賢介（映画監督）
- 須藤靖貴（小説家）
- 土井杏南（陸上競技選手）
- 中澤聡太（元サッカー選手）
- 早川忠孝（弁護士）
- 林邦史朗（殺陣師）
- 本田美奈子.（歌手）
- 魔裟斗（プロ格闘家）
- 村上隆（現代美術家）
- 山中詩乃（近代五種競技選手）
- 後藤拓実（お笑い芸人） - 岩手県大船渡市生まれ、埼玉県朝霞市育ち。

## 朝霞市の登場する作品
1. ↑  コトバンク　朝霞市
2. 1 2 3  博学こだわり倶楽部『埼玉の謎学』河出書房新社、2014年12月1日、207頁。ISBN 978-4-309-49908-6。
3. ↑  “東京ゴルフ倶楽部の歩み”.   東京ゴルフ倶楽部. 2016年4月13日閲覧。
4. ↑  “朝霞市の名の由来”.   朝霞市 (2012年9月6日). 2016年4月13日閲覧。
5. ↑  平成22年度不交付団体の状況（総務省ホームページ PDFファイル）
6. ↑  積水化学グループのまちづくり「SEKISUI Safe&Sound Project」について 積水化学工業公式サイト、2018年5月21日、2019年5月29日閲覧。
7. ↑  積水化学グループのまちづくり「SEKISUI Safe&Sound Project」まちの名称が『あさかリードタウン』に決定 セキスイハイム公式サイト、2018年12月21日、2019年5月29日閲覧。
8. ↑  複合大規模タウン「あさかリードタウン」 セキスイハイム公式サイト、2019年5月29日閲覧。
9. ↑  “朝霞保健所”. 埼玉県. 2019年10月2日閲覧。

- 宙のまにまに
- やったろうじゃん
- 二等陸士物語
- モンスター娘のいる日常
- スインギンドラゴンタイガーブギ
- 死霊の罠（1988年）
- 平場の月

タイアップ
- ライフル・イズ・ビューティフル（2020年）- 2020年東京オリンピックの射撃会場である朝霞駐屯地の窓口となるため朝霞市広報で4コマ漫画が採用された[1]。

## コミュニティFM局
- ナナコライブリーエフエム（周波数77.5 MHz）